# Seid Hajrić
Seid Hajrič (ur. 5 czerwca 1983 w Tešanju) – były bośniacki koszykarz grający na pozycjach środkowego lub silnego skrzydłowego, posiadający także polskie obywatelstwo.
Pod koniec czerwca 2015 został zawodnikiem klubu Rosa Radom. Z powodu nie przejścia testów we wrześniu 2016 roku został zwolniony.
1 grudnia 2017 został zawodnikiem I-ligowej R8 Basket AZS Politechniki Kraków.

## Osiągnięcia
Drużynowe
- 3-krotny wicemistrz Polski (2005, 2006, 2016[4])
- Zdobywca pucharu:
  - Polski (2007, 2016)[5][6]
  - Polski PZKosz (2017)[7]
- Finalista:
  - Superpucharu Polski (2015)[8]
  - Pucharu Polski (2011)
- Uczestnik rozgrywek:
  - Ligi Adriatyckiej (2008–2010)
  - Ligi Bałkańskiej (2009/10)

Indywidualne
- MVP miesiąca PLK (październik 2013)
- Zaliczony do I składu pucharu Polski PZKosz (2017)[7]
- Uczestnik:
  - meczu gwiazd ligi słoweńskiej (2004)[5]
  - konkursu wsadów PLK (2005)
- Lider w zbiórkach ligi słoweńskiej (2004)

## Statystyki podczas występów w PLK
- Sezon 2004/2005 (Anwil Włocławek): 12 meczów (średnio 4,9 punktu oraz 3,8 zbiórki w ciągu 12,2 minuty)
- Sezon 2005/2006 (Anwil Włocławek): 35 meczów (średnio 6,7 punktu oraz 3,9 zbiórki w ciągu 16,2 minuty)
- Sezon 2006/2007 (Anwil Włocławek): 36 meczów (średnio 7,7 punktu oraz 4,3 zbiórki w ciągu 18,4 minuty)
- Sezon 2007/2008 (Polpak Świecie): 15 meczów (średnio 5,4 punktu oraz 3,1 zbiórki w ciągu 16,2 minuty)
- Sezon 2010/2011 (Anwil Włocławek): 11 meczów (średnio 4,8 punktu oraz 2,3 zbiórki w ciągu 13 minut)
- Sezon 2011/2012 (Anwil Włocławek): 25 meczów (średnio 9 punktów oraz 5,2 zbiórki w ciągu 21,2 minuty)